# Bombylius shelkovnikovi
Bombylius shelkovnikovi är en tvåvingeart som beskrevs av Paramonov 1926. Bombylius shelkovnikovi ingår i släktet Bombylius och familjen svävflugor. Inga underarter finns listade i Catalogue of Life.